# Петер фон Райнек
Петер фон Райнек (на немски: Peter von Rheineck; * пр. 1441; † 1478) е бургграф на замък Райнек на Рейн при Брайзиг и господар на Брух-Томберг.

## Произход
Той е син на бургграф Йохан V фон Райнек († сл. 1423) и съпругата му Катарина фон Даун († сл. 1499), дъщеря на Дитрих V 'Млади', господар на Даун-Брух († 1410) и Луция фон Даун († сл. 1409). Майка му Катарина фон Даун се омъжва втори път 1443 г. за Вилхелм Мор фон Валд († 1484/1485) и трети път след юни 1485 г. за Вилхелм фон Щайн († сл. 1499).
Брат е на Дитрих фон Райнек († 1471), бургграф на Райнек, Хайнрих фон Райнек († сл. 1461) и Йохан фон Райнек († сл. 1454).
Фамилията „фон Райнек“ измира през 1539 г.

## Фамилия
Първи брак: с Бланшефлор Байер фон Бопард († пр. 1457), дъщеря на Хайнрих IX Байер фон Бопард († пр. 1455) и Елза фон Флекенщайн († сл. 1432). Те нямат деца.
Втори брак: на 20 юни 1457 г. с Ева фон Ролинген († 15 май 1504), дъщеря на Йохан VI фон Ролинген, грандмаршал на Люксембург († 1457/1458) и Маргарета фон Зирк († 1496). Те имат осем бездетни деца:
- Филип фон Райнек (* пр. 1490; † ок. 1526), бургграф на Райнек, женен за графиня Магдалена фон Салм-Баденвайлер († 1557)
- Петер фон Райнек (* пр. 1474; † ?)
- Кристоф фон Райнек (* пр. 1490; † 12 ноември 1535), бургграф на Райнек
- Йозеф фон Райнек (* пр. 1506; † 1523)
- Антон фон Райнек († сл. 1535)
- Вероника фон Райнек (* пр. 1490; † сл. 1504), омъжена пр. 31 август 1490 г. за Йохан VIII фон Хелфенщайн, грандмаршал на Трир († ок. 1538)
- Хилдегард фон Райнек (* пр. 1517; † сл. 1523)
- Маргарета фон Райнек († сл. 1523)